# Дмитриев, Александр Иванович (переводчик)
Алекса́ндр Ива́нович Дми́триев (1759[…], Симбирская губерния — сентябрь 1798, Екатеринодар) — русский поэт, литератор, переводчик (в основном с французского языка), полковник. Брат поэта и министра юстиции Ивана Дмитриева, друг Карамзина. Автор книг «Собрание писем Абеляра и Элоизы», «Поэмы древних бардов», «Лузияда» и др.

## Биография
Родился в 1759 году в селе Богородское (ныне — с.Троицкое) Симбирской губернии. Происходил из старинной дворянской семьи Дмитриевых. Первоначальное образование получил дома. В 1767 году Александра Дмитриева отправили в Казань к деду по матери А. А. Бекетову. Затем он был отдан в Казанский пансион Манженя, куда вскоре прислали и брата Ивана. В 1771 году вместе с дедом братья переехали в Симбирск, где поступили в пансион Кабрита, но пробыли здесь недолго. В пансионе братья изучали французский, немецкий и русский языки, математику, историю и географию. Вскоре отец взял их в деревню и продолжил с ними занятия. Отец прививал детям интерес к литературе и театру. Под влиянием Д. Серебрякова дети пристрастились к чтению русских книг.
В 1772 году был записан в Семёновский полк; через два года приехал на службу в Петербург и поступил в полковую школу, а уже в 1775 году, по ходатайству дяди, сенатора Никиты Афанасьевича Бекетова, был произведен в фурьеры; 1 января 1787 года из сержантов был пожалован прапорщиком, 1 января 1788 года — подпоручиком. 15 мая 1789 года выпущен из Семеновского полка в армию премьер-майором и в том же году, с производством в подполковники, определён в Суздальский мушкетёрский полк, стоявший в Казани.
В 1790 году с участвовал в Шведской кампании и находился в Финляндии. Во время войны отличился тем, что после убитого командира принял батальон, «прошёл по горящему мосту и отогнал неприятеля от переправы». По окончании войны, чтобы быть ближе к отцу, перешёл в полк, стоявший в Казани. Здесь в 1794 году Александр Иванович женился на Марии Александровне Пиль. У них родился сын Михаил (1796—1866), который стал известным поэтом, критиком, переводчиком и мемуаристом. Вскоре Александр Иванович с полком был послан в Екатеринодар, где в сентябре 1798 года скоропостижно умер в чине полковника. Иван Дмитриев почтил память брата элегией «Адониды». Живя в Петербурге, Александр Иванович близко сошелся и до самой смерти был в дружеских отношениях с Николаем Карамзиным, который часто упоминал своего приятеля в «Письмах русского путешественника», «Цветок на гроб моего Агатона» и письмах.
Будь счастлива – покойна,
Сердечно весела,
Судьбой всегда довольна,
Супругу – ввек мила!
Во тьме лесов дремучих
Я буду жизнь вести,
Лить токи слёз горючих,
Желать конца – прости!

## Литературная деятельность
Александр Иванович Дмитриев и сам занимался литературной деятельностью. К числу его работ относятся:
- «Собрание писем Абельярда и Элоизы, с присовокуплением описания жизни сих несчастных любовников, с фр. Ал. Дм.» (М. : типогр. Н. И. Новикова, 1783);
- сочинение Э.-К. Фрерона и П.-Э. Кольбера д’Эстувиля «Адонид, с присовокуплением некоторых любовных стихотворений Кастриотта Албанского, с фр. А. Д.» (СПб. 1783);
- драма К.-И. Мюллера фон Фридберга «Взятие св. Лукии, Антильского Американского острова, драма в 1 д. с фр.» (СПб. 1786);
- прозаический перевод «Поэмы древних бардов, перевел А. Д.» (СПб. 1788); осуществлен по французскому сборнику «Избранные эрзийские сказки и стихотворения»; по этому переводу Державин познакомился с Оссианом;
- прозаический перевод «Лузияда, поэма в 10 песнях Л. Камоэнса» (М. 1788), перевод с французского, пользовавшийся большой известностью в свое время; в нём русский читатель впервые познакомился с крупнейшим представителем португальского Возрождения
- «Слава русских и горе шведов» (СПб. 1790), напечатанная без имени автора и написанная под впечатлением Шведской войны[4];
- стихи «Разлука»[5], «К Темире»[6] и «Прости»[7] появились в «Московском журнале» (1792, ч. 8, дек.) Карамзина[3].